# Justino Mota
Justino Mota († 1990er-Jahre) war ein osttimoresischer Politiker und Unabhängigkeitsaktivist. Seine Vorfahren stammten aus Timor, Afrika und Europa.

## Leben
Mota hatte das Liceu Dr. Francisco Machado besucht und arbeitete bis zur Nelkenrevolution 1974 als Beamter. Seine Mutter war Religionslehrerin und streng katholisch. Er gehörte zu einer Gruppe junger Timoresen, die in der Kolonie Portugiesisch-Timor im Januar 1970 begannen, sich politisch in Diskussionsrunden für die Unabhängigkeit zu engagieren. 1974, nachdem die Nelkenrevolution die portugiesische Diktatur beseitigt hatte, gründeten sie die linksorientierte, osttimoresische Partei FRETILIN (zuerst unter dem Namen ASDT), in der Mota zum sozialdemokratischen Flügel gehörte. In der Partei übernahm er das Amt des zweiten Generalsekretärs.
In den ersten Tagen der indonesischen Invasion im Dezember 1975 wurden Mota und seine Frau von den Indonesiern gefangen genommen. Er verbrachte drei Jahre in Gefangenschaft, seine Frau 18 Monate. Eine Gerichtsverhandlung gab es nicht. 1982 ging Mota mit Frau und Kindern nach Portugal ins Exil. Er starb Anfang der 1990er-Jahre an Tuberkulose, die sich bereits durch die indonesische Gefangenschaft im Gefängnis Comarca (Balide, Dili) verschlimmert hatte.